# Rhodostrophia farinosa
Rhodostrophia farinosa là một loài bướm đêm trong họ Geometridae.